# 卡薩馬縣

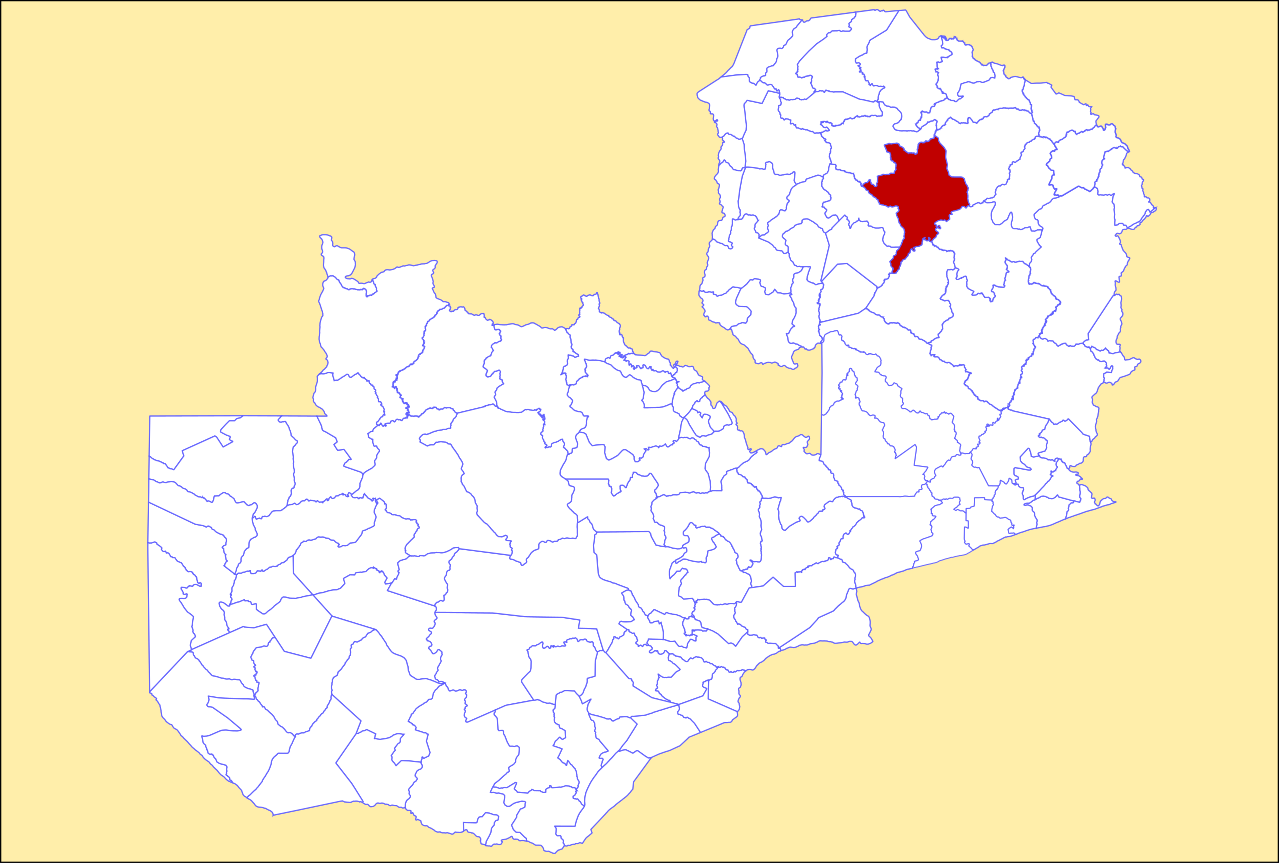
在贊比亞的位置

10°10′S 31°15′E / 10.167°S 31.250°E
卡薩馬縣（英語：Kasama District），是贊比亞的縣份，位於該國北部，由北方省負責管轄，首府設於卡薩馬，面積10,788平方公里，2010年人口231,824，人口密度每平方公里21.5人。